# Ољо
Ољо (итал. Oglio) је река која протиче кроз Италију, односно кроз италијанску регију Ломбардија. Дуга је 174 km. Улива се у По. 